# Chlosyne hopfingeri
Chlosyne hopfingeri är en fjärilsart som beskrevs av Gunder 1934. Chlosyne hopfingeri ingår i släktet Chlosyne och familjen praktfjärilar. Inga underarter finns listade i Catalogue of Life.